# Tochi Chukwuani
Tochi Phil Chukwuani (* 24. März 2003 in Herlev) ist ein dänischer Fußballspieler. Der dänische Nachwuchsnationalspieler spielte seit seiner Jugend für den FC Nordsjælland und steht aktuell beim SK Sturm Graz unter Vertrag.

## Karriere

### Verein
Tochi Chukwuani, dessen Eltern aus Nigeria kommen, ist in Herlev im „Speckgürtel“ von Kopenhagen geboren und aufgewachsen und spielte beim ortsansässigen Fußballverein B1973 Herlev, bevor er über einen Umweg bei B.93 Kopenhagen in die Jugendabteilung des FC Nordsjælland wechselte. Am 22. September 2019 gab er im Alter von 16 Jahren beim 2:1-Sieg gegen Aalborg BK sein Profidebüt in der Superligæn. Für die Profimannschaft kam Chukwuani in dieser Saison nicht häufig zum Einsatz, in der Folgesaison spielte er dann öfters, wobei er die meiste Zeit Einwechselspieler war. In der Saison 2021/22 blieb er ohne Einsatz.
Ende August 2022 schloss Tochi Chukwuani sich für zwei Jahre Lyngby BK an.
Im Sommer 2024 wechselte Chukwuani zum österreichischen Bundesligisten SK Sturm Graz, bei dem er im März 2024 einen Vierjahresvertrag unterzeichnete.

### Nationalmannschaft
Am 25. September 2018 gab Tochi Chukwuani beim 3:2-Sieg im Freundschaftsspiel in Clairefontaine-en-Yvelines gegen Frankreich sein Debüt für die U16 Dänemarks. Bis zu seinem altersbedingten Ausscheiden aus der Mannschaft kam er zu sechs U16-Länderspielen und schoss dabei zwei Tore. Danach spielte Chukwuani von 2019 bis 2020 in 15 Partien für die U17-Nationalmannschaft von „Danish Dynamite“, darunter fallen auch sechs Spiele in der EM-Qualifikation (2019 und 2020). Am 8. Oktober 2020 gab er im Alter von 17 Jahren beim 3:1-Sieg im Testspiel in Kołobrzeg gegen Polen sein Debüt für die dänische U19-Nationalmannschaft. Bis November 2021 kam Tochi Chukwuani zu sieben Einsätzen für diese Altersklasse und schoss drei Tore. Zwischendurch lief er einmal für die U20 der Dänen auf, als er am 5. Juni 2021 beim 1:0-Sieg gegen Irland eingesetzt wurde.
Am 24. März 2023, seinem 20. Geburtstag, gab Chukwuani bei der 2:3-Niederlage in einem Testspiel in der türkischen Provinz Antalya gegen die Ukraine sein Debüt für die U21-Nationalmannschaft Dänemarks.

## Erfolge
- Österreichischer Meister: 2025